# Cory Hardrict

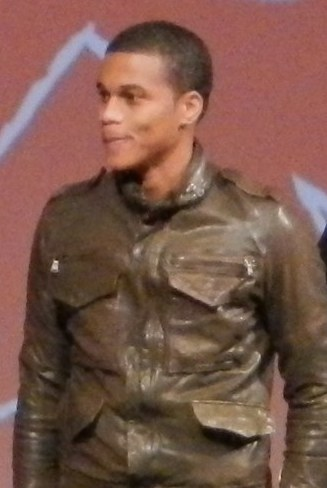
Cory Hardrict

Cory Cochaun Hardrict (* 9. November 1979 in Chicago) ist ein US-amerikanischer Filmschauspieler.

## Leben
Hardrict wurde 1979 in Chicago geboren und besuchte dort die Bloom Trail High School. Hardrict begann seine Karriere im Jahr 1998 mit der Serie Smart Guy. Es folgten eine Reihe von Serienauftritten und Nebenrollen in Filmen. 2009 spielte er „Tyrone“ in Er steht einfach nicht auf Dich sowie 2011 „Cpl. Jason Lockett“ in World Invasion: Battle Los Angeles. 2014 spielte er „Dandridge“ in Clint Eastwoods American Sniper. In All Eyez on Me war er 2017 als „Nigel“ zu sehen.

## Privatleben
Cory Hardrict heiratete 2008 die Schauspielerin Tia Mowry-Hardrict. Die Schwangerschaft und Geburt deren ersten Kindes wurde in der Reality-Show Tia&Tamera (2011–2013) thematisiert.

## Filmografie (Auswahl)
- 1997: Smart Guy (Fernsehserie, eine Episode)
- 1998: Felicity (Fernsehserie, eine Episode)
- 1998;2003: Emergency Room – Die Notaufnahme (ER, Fernsehserie, 2 Episoden)
- 1999: Noch mal mit Gefühl (Once and Again, Fernsehserie, eine Episode)
- 1999: Ungeküsst (Never Been Kissed)
- 2000: Pacific Blue – Die Strandpolizei (Pacific Blue, Fernsehserie, eine Episode)
- 2000: City of Angels (Fernsehserie, eine Episode)
- 2001: Verrückt/Schön (Crazy/Beautiful)
- 2001: Angel – Jäger der Finsternis (Angel, Fernsehserie, eine Episode)
- 2001: Boston Public (Fernsehserie, eine Episode)
- 2001: Go Fish (Fernsehserie, eine Episode)
- 2001: The Huntress (Fernsehserie, eine Episode)
- 2001: That’s Life (Fernsehserie, eine Episode)
- 2002: Any Day Now (Fernsehserie, eine Episode)
- 2002: The District – Einsatz in Washington (The District, Fernsehserie, eine Episode)
- 2002: New York Cops – NYPD Blue (NYPD Blue, Fernsehserie, eine Episode)
- 2003: Strong Medicine: Zwei Ärztinnen wie Feuer und Eis (Strong Medicine, Fernsehserie, eine Episode)
- 2003: CSI: Miami (Fernsehserie, eine Episode)
- 2003: The Shield – Gesetz der Gewalt (The Shield, Fernsehserie, eine Episode)
- 2003: Cold Case – Kein Opfer ist je vergessen (Cold Case, Fernsehserie, eine Episode)
- 2004: Creature Unknown
- 2004: Like Family (Fernsehserie, 2 Episoden)
- 2004: CSI: Den Tätern auf der Spur (CSI: Crime Scene Investigation, Fernsehserie, eine Episode)
- 2004: Without a Trace – Spurlos verschwunden (Without a Trace, Fernsehserie, eine Episode)
- 2005: Return of the Living Dead IV: Necropolis
- 2005: Return of the Living Dead V: Rave to the Grave (Return of the Living Dead: Rave to the Grave)
- 2006: Miles from Home
- 2006: The Contract
- 2006: Driftwood
- 2007: Neighborhood Watch
- 2007: Heroes (Fernsehserie, 2 Episoden)
- 2007–2008: K-Ville (Fernsehserie, 2 Episoden)
- 2007–2008: Lincoln Heights (Fernsehserie, 9 Episoden)
- 2008: Gran Torino
- 2009: Hollywood Horror
- 2009: Er steht einfach nicht auf Dich (He’s Just Not That Into You)
- 2009: Dough Boys
- 2009: The Least Among You
- 2009: Chicago Pulaski Jones
- 2009: Four to the Floor
- 2009: The Game (Fernsehserie, eine Episode)
- 2009: Aus Versehen glücklich (Accidentally on Purpose, Fernsehserie, eine Episode)
- 2010: Dark Blue (Fernsehserie, eine Episode)
- 2011: World Invasion: Battle Los Angeles (Battle: Los Angeles)
- 2011: The Day – Fight. Or Die. (The Day)
- 2011: Dance Fu
- 2012: Alcatraz (Fernsehserie, eine Episode)
- 2012: Let’s Stay Together (Fernsehserie, eine Episode)
- 2013: Warm Bodies
- 2013: Lovelace
- 2013: Boulevard H
- 2014: Transcendence
- 2014: Destined
- 2014: Brotherly Love
- 2014: American Sniper
- 2016: Spectral
- 2017: All Eyez on Me
- 2017: Naked
- 2017: November Criminals
- 2017–2021: Bronzeville (Fernsehserie, 9 Episoden)
- 2018–2019: The Oath (Fernsehserie, 18 Episoden)
- 2019–2020: S.W.A.T. (Fernsehserie)
- 2020–2021: The Chi (Fernsehserie)
- 2021: All American (Fernsehserie, 1 Episode)
- 2022–2024: All American: Homecoming (Fernsehserie)
- 2023: To Live And Die And Live
- 2023: Young. Wild. Free.